# 坦波夫起义
坦波夫起义 （俄语：Тамбо́вское восста́ние），苏联官方称其为安东诺夫叛乱（俄语：Антоновский мятеж，以其领袖亚历山大·安东诺夫命名），是1920到1921年间俄国内战时期，在布尔什维克政权统治下，发生的规模最大、组织最严密的农民起义。发生地在莫斯科东南不到500公里的距离。该起义具有左翼社会革命党背景。

## 经过
1920年8月19日在基托洛夫小镇，当红军的一支征粮队夺走所有能拿的东西并“当着所有人的面殴打达70岁的老人”后，暴乱发生了。这支军队被称为“安东诺夫分子”或 “蓝军”，以和白军、红军、绿军和黑军区别开来。 
红军在后来的元帅，图哈切夫斯基带领下，使用重炮和装甲列车屠杀村民。图和奥夫谢延科于1921年6月21签发的命令明确写道: 
“土匪藏身的森林要使用化学武器清理，用的剂量要仔细计算以保证气体充分渗入森林，不能让任何人存活。”

毒气的使用“从当年6月末一直持续到秋天”,这是红军和布尔什维克高层直接命令的。 当地印发的共产党报纸公开赞美了消灭“土匪”的过程中毒气的功用。对起义的镇压估计导致了十万名农民被监禁，流放，有约一万五千名被处决。